# Nienwohlder Moor
Das Nienwohlder Moor ist ein Naturschutzgebiet in den schleswig-holsteinischen Gemeinden Sülfeld und Itzstedt im Kreis Segeberg und den Gemeinden Nienwohld und Jersbek im Kreis Stormarn.
Das rund 398 Hektar große Naturschutzgebiet ist unter der Nummer 100 in das Verzeichnis der Naturschutzgebiete des Ministeriums für Landwirtschaft, Umwelt und ländliche Räume eingetragen. Es wurde 1982 ausgewiesen (Datum der Verordnung: 25. März 1982). Das Naturschutzgebiet ersetzt das 1980 ausgewiesene, gleichnamige Naturschutzgebiet. Es ist Bestandteil des FFH-Gebietes „Alstersystem bis Itzstedter See und Nienwohlder Moor“ und des EU-Vogelschutzgebietes „Alsterniederung“. Im Süden grenzt es an das Landschaftsschutzgebiet „Nienwohld“. Zuständige untere Naturschutzbehörde sind die Kreise Stormarn und Segeberg.
Das Naturschutzgebiet liegt nordöstlich von Hamburg zwischen den Orten Nienwohld, Nahe, Itzstedt und Sülfeld. Es stellt ein entwässertes und zum größten Teil abgetorftes Hochmoorgebiet unter Schutz, bei dem es sich um den größten und am besten erhaltenen Hochmoorrest in Schleswig-Holstein handelt. Im Norden grenzt es an die ehemalige Bahnstrecke der Elmshorn-Barmstedt-Oldesloer Eisenbahn.
Der Torfabbau, der 1804 erstmals urkundlich erwähnt wurde, fand zunächst im bäuerlichen Handtorfstichverfahren statt, der Torf wurde als Brennmaterial genutzt. Im Verlaufe des Napoleonischen Krieges 1806–1813 wurde der Torf auch über die Alster nach Hamburg verschifft. Im 20. Jahrhundert wurde der Torfabbau industriell betrieben. Von 1951 bis 1976 wurde der Weißtorf auf 84 Hektar Fläche zunächst in Handarbeit und später auch maschinell abgetorft. Östlich von Nahe befand sich an der Elmshorn-Barmstedt-Oldesloer Eisenbahn eine Torfverladestelle.
Das Moor wurde in den 1980er-Jahren durch Wiedervernässungsmaßnahmen renaturiert. Es stellt sich heute im Bereich der ehemaligen industriellen Nutzung als offenes Hochmoor mit zahlreichen, mit Wasser gefüllten Torfstichen dar, das von einem Moorwald umgeben ist. Die bäuerlichen Handtorfstiche am Rande des Moores sind vielfach wassergefüllt. Hier wächst Torfmoos-Schwingrasen, die Torfstiche verlanden langsam. Weitere Flächen werden durch Grünland und Wald eingenommen. Die Grünlandflächen werden teilweise mit Robustrindern extensiv beweidet. Einige Flächen werden noch intensiv landwirtschaftlich genutzt, darunter auch eine Ackerfläche.
Im Naturschutzgebiet ist heute wieder hochmoortypische Vegetation zu finden, darunter Rundblättriger Sonnentau, Schmalblättriges Wollgras, Wasserschlauch, Weißes Schnabelried, Scheidiges Wollgras, Moosbeere sowie Glocken-, Rosmarin- und Besenheide. Auch für Vögel stellt das Naturschutzgebiet einen wichtigen Lebensraum dar. So sind hier verschiedene Watvögel wie Großer Brachvogel und Bekassine sowie Entenvögel wie Löffelente, Krickente, Reiherente und Knäkente ebenso heimisch wie Wiesenpieper sowie Braun- und Schwarzkehlchen. Auch Rohrweihe und Sumpfohreule sind hier zu finden. Das störungsfreie Moorgebiet ist Rückzugsraum für Kraniche, die hier mittlerweile auch wieder brüten. In den bewaldeten Moorbereichen sind verschiedene Spechtarten und Neuntöter sowie Singvögel heimisch. Weiterhin bietet das Naturschutzgebiet verschiedenen Amphibien und Reptilien sowie Insekten wie Libellen und Schmetterlingen einen Lebensraum.
Das Nienwohlder Moor liegt auf der Wasserscheide zwischen Nord- und Ostsee. Es entwässert nach Westen zur Lankau, nach Süden zur Alten Alster und nach Norden zur Norderbeste. Das Naturschutzgebiet, das mit Ausnahme der im Eigentum der Landesforstverwaltung befindlichen Flächen vom Landesjagdverband Schleswig-Holstein betreut wird, kann auf Wanderwegen, an denen an mehreren Stellen Informationstafeln aufgestellt sind, nahezu vollständig umrundet werden. Im Westen verläuft im Bereich des Lunden, einem hoch aufragenden Moränenrücken, ein Wanderweg durch das Schutzgebiet.